# ペルー副王領

ペルー副王領
Virreinato del Perú (スペイン語)

国の標語: Plus Ultra（ラテン語）
更なる前進国歌: Marcha Real（スペイン語）
国王行進曲
ペルー副王領の位置
薄緑、濃緑：1542年-1718年の領土
濃緑：1718年-1824年の領土

ペルー副王領（ペルーふくおうりょう、スペイン語: Virreinato del Perú）は、スペインが中南米の植民地化の間に作った4つのうち2つ目の副王領である。

## 歴史
1543年に創設された副王領は当初は現在のベネズエラの海岸部を除くスペイン領南アメリカのすべてを含んでいた。植民地時代を通して、ペルーはスペイン領アメリカで最も価値がある領地と考えられていた。ヨーロッパに大量に出荷される銀は、特にポトシ鉱山で産出された。先住民の強制労働の搾取によりリマの鉱山事業者や豪商の社会が繁栄した。
1739年のヌエバ・グラナダ副王領、1779年のリオ・デ・ラ・プラタ副王領の創設により領地は分割された。リマの南アメリカの西岸に位置する地理的条件はスペインとの交易に限定され、アンデス山脈の厳しい地形はペルーを非常に統治しにくいものにした。先住民の搾取は1780年、トゥパク・アマル2世の反乱（1780年 - 1782年）を引き起こした。この反乱はペルー全域に広がり、1781年にトゥパクは捕らえられ処刑されたが、先住民は1783年まで戦争を続け、副王領の経済は混乱した。
沿岸地域では1821年7月にホセ・デ・サン・マルティンがペルー独立を宣言しリマに入城した（ペルー独立戦争）。その後、スペイン王室軍は人員と武力で優っていたにもかかわらず、1824年12月9日にアントニオ・ホセ・デ・スクレ率いる革命軍にアンデス高原のアヤクーチョの戦いで敗れた。ペルー副王ホセ・デ・ラ・セルナと彼の軍司令官らは捕われた後、ペルー副王領であった残りの領域はペルーとチリの独立国の一部になった。